# 霍尔施塔特
霍尔施塔特是德国巴伐利亚州的一个市镇。总面积24.30平方公里，总人口1591人，其中男性774人，女性817人（2011年12月31日），人口密度65人/平方公里。